# Arthur De Greef (compositore)
Arthur De Greef (Lovanio, 10 ottobre 1862 – Regione di Bruxelles-Capitale, 29 agosto 1940) è stato un pianista e compositore belga.

## Biografia
Nato a Lovanio, vinse il primo premio in un concorso musicale locale quando aveva solo 11 anni e successivamente si iscrisse al Conservatorio di Bruxelles. Il suo insegnante principale era Louis Brassin, un ex allievo di Ignaz Moscheles, anche se prese lezioni anche da altri insegnanti dell'istituto, tra cui Henri-Joseph Dupont, François-Auguste Gevaert e Fernand Kufferath.
Dopo essersi diplomato con il massimo dei voti al Conservatorio all'età di 17 anni, De Greef andò a Weimar per completare gli studi sotto Franz Liszt. Fu allievo di Liszt per due anni.
Dopo il soggiorno a Weimar De Greef intraprese la carriera del concertista, viaggiando molto. Era amico di Edvard Grieg, il cui Concerto per pianoforte aveva suonato pubblicamente nel 1898 e che lo definiva "il miglior interprete della mia musica che abbia mai incontrato". Godette inoltre dell'approvazione di Camille Saint-Saëns. Il critico britannico Jonathan Woolf scrisse: "De Greef è stato, sotto tutti gli aspetti, un musicista intensamente musicale, non sensazionalista, eloquente e impressionante e pur non essendo avverso ad alcune delle tattiche interventiste dei suoi contemporanei (ritocco della partitura) rimase sempre modesto".
De Greef compose una quantità considerevole di musica, praticamente tutto ciò che è ora non viene più ascoltato. Tra le sue opere ci sono due concerti per pianoforte. Era un insegnante devoto e insegnò pianoforte al Conservatorio di Bruxelles per molti anni.

## Onorificenze
- 1919 Commendatore dell'Ordine della Corona.[3]

## Composizioni scelte

### Orchestra
- The Marketeeress (1878)
- Slanting rays of the sun  (1913)
- Humoresque (1928)
- Italian Suite
- Flandre Suite
- Autumn Impressions
- Four Flemish songs con accompagnamento di Viella

### Lavori da concerto
- Fantasy on Flemish Folk Songs per pianoforte e orchestra, Op. 3 (1892)
- Concerto per pianoforte e orchestra n. 1 in Do minore (1914)
- Concerto per pianoforte e orchestra n. 2 in Si bemolle minore (1930)
- Cinq chants d'amour, per soprano e orchestra
- Piano Concertino (Concerto pour piano et petit orchestre)

### Musica da camera
- Quatre pièces caractéristiques per violino e pianoforte (ca. 1883).
- Sonata n. 1 in Re per violino e pianoforte (1896)
- Sonata n. 2 in Do per violino e pianoforte
- Six New Concert Studies
- Trio in Fa per violino, violoncello e pianoforte (1935)

### Pianoforte
- Coucher de Soleil
- Slanting rays of the sun  (1913; Esiste una versione orchestrata)
- Cinque studi in forma di concerto (1914–1918)
- Sonata in Do minore per 2 pianoforti (1928)
- Valse-caprice (2 pianoforti)

## Registrazioni
La sua fu la prima registrazione completa del Concerto per pianoforte e orchestra in La minore di Grieg ma in precedenza aveva registrato una versione tagliata. Registrò anche con Isolde Menges.
Altre opere registrate comprese:

### Liszt
- Concerti nn. 1 e 2

### Chopin
- Piano Sonata n. 2 in B-flat minor, Op 35
- Valzer n. 1 in Mi bemolle, Op. 18
- Valzer n. 5 in La bemolle, Op. 42
- Valzer n. 6 in Re bemolle, Op. 64, n. 1
- Valzer n. 11 in Sol bemolle, Op. 70, n. 1

### Schubert
- Soirée de Vienne n. 6, arr. Liszt

### Moszkowski
- Serenata in Re, Op. 15, n. 1
- Studio in Sol, Op. 18, n. 3
- Valzer in Mi, Op. 34[5]